# Будівництво 994 і ВТТ
Будівництво 994 і ВТТ — підрозділ, що діяв в системі виправно-трудових установ СРСР.
Організований 20.03.50 ;
закритий 07.09.50 (перейменований в ВТТ БУДІВНИЦТВА гірничо-металургійних підприємств «з метою збереження секретності», який в свою чергу перейменований в ВТТ БУДІВНИЦТВА залізних рудників, Желєзлаг).

## Підпорядкування і дислокація
- ГУЛПС (Головне Управління таборів промислового будівництва)

Дислокація: м. Красноярськ, п/я 9

## Виконувані роботи
- будівництво Східної контори Головміськбуду МВС СРСР,
- обслуговування Будівництва 994,
- будівництво залізничної гілки, ЛЕП-110, автодороги, допоміжних споруд, тимчасового та постійного житлового селища.

## Чисельність ув'язнених
- 01.06.50 — 1622

## Історія
Ідея побудувати один із заводів з виробництва збройового плутонію глибоко під землею, щоб захистити завод від ракетно-ядерного і бомбового ударів, виникла в 1948 році. Місце для будівництва такого заводу і селища при ньому було вибрано в районі середньої течії річки Єнісей, в 60 км на північ від міста Красноярська, в тайзі поблизу села Додонова.
Після Постанови ЦК КПРС і Ради Міністрів СРСР від 26 лютого 1950 стрімко розгорнулося будівництво Гірничо-хімічного комбінату і житлового селища. Цією постановою визначалося для будівництва Гірничо-хімічного комбінату і житлового селища (будівництво 994) як робочу силу використовувати контингенти військово-будівельних частин та ув'язнених виправно-трудових таборів.